# Otago (1869)

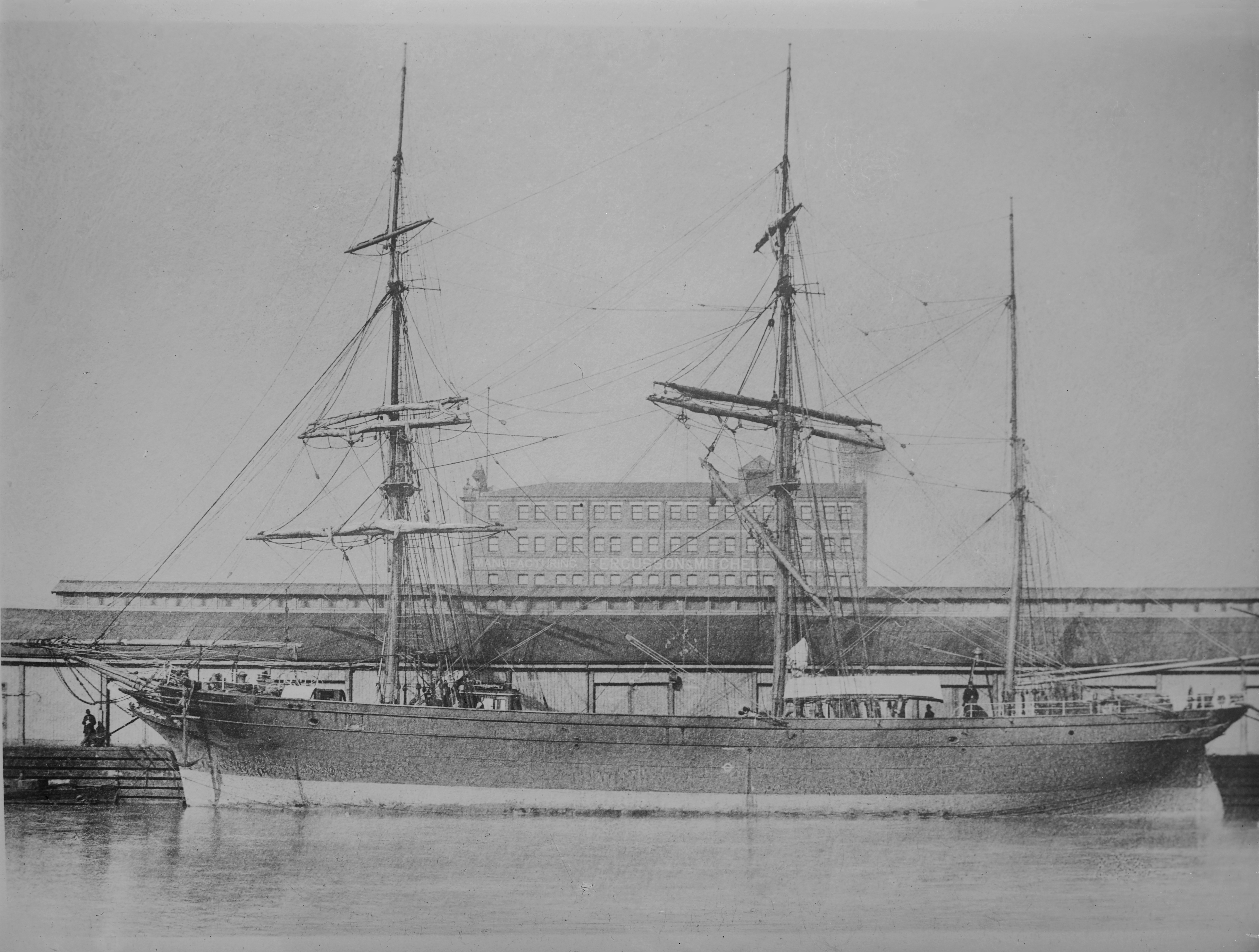
bark Otago - data nieokreślona

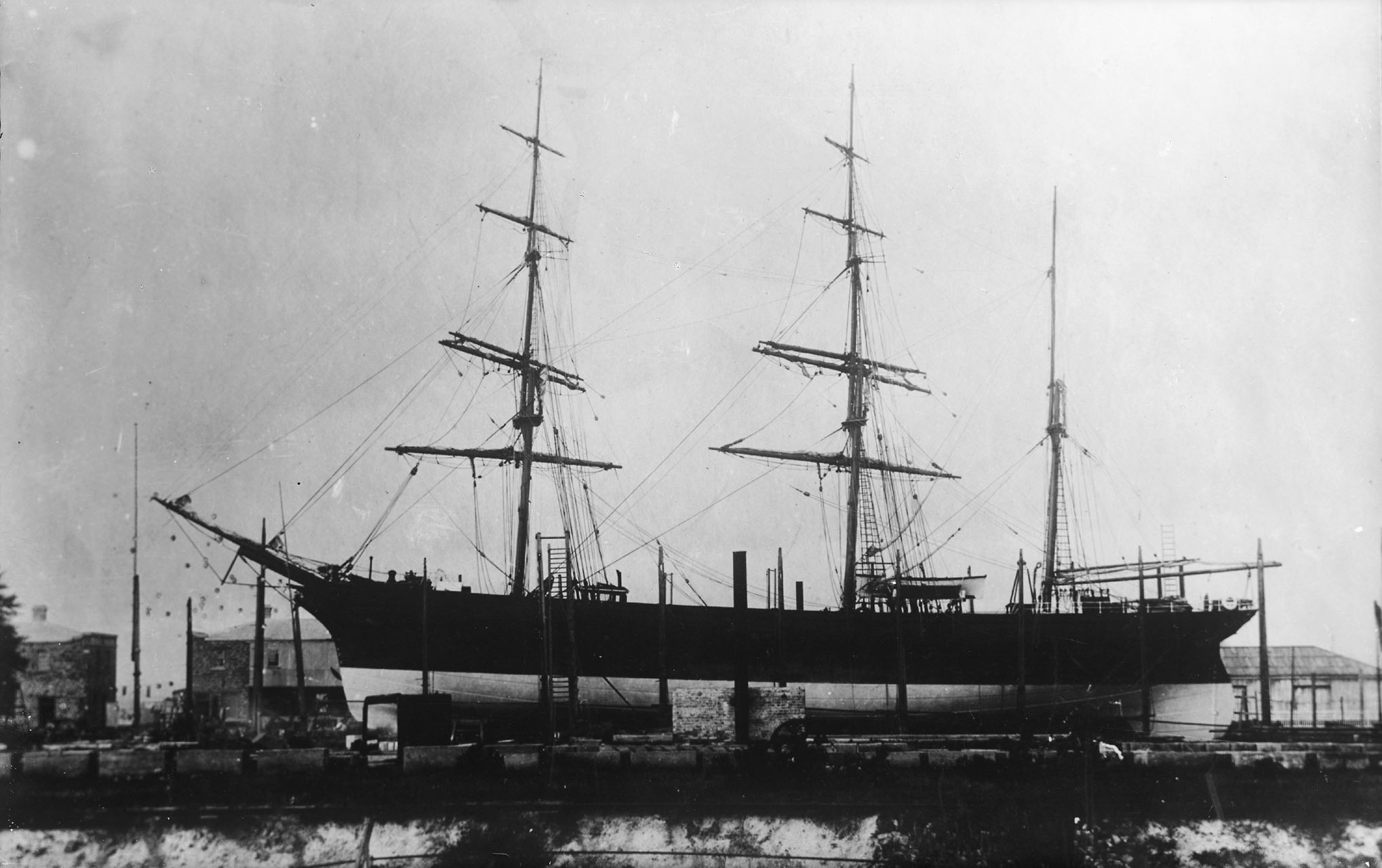
bark Otago, 1888?

Bark „Otago” – statek handlowy, drobnicowiec, konstrukcji żelaznej, nitowanej, jedyny żaglowiec prowadzony przez Józefa Konrada Korzeniowskiego jako kapitana (1888-1889).
„Otago” został zwodowany w tym samym roku co słynny kliper „Cutty Sark” i „Lwów” ex. „Chinsura”, był niewielkim statkiem ok. 1/2 rozmiarów „Lwowa”, o bardzo szlachetnych proporcjach – klipra. Tonaż „Otago” plasuje go wielkością powyżej współczesnych żaglowców - typu „Pogoria”, nieco mniejszy niż bryg „Fryderyk Chopin”.

## Historia[8]
Wodowany 5 października 1869 w stoczni Alexander Stephen & Sons, of Kelvinhaugh na pochylni nr 136 w Glasgow, żelazny bark, dla szkockiego kapitana Angusa Camerona z Glasgow. Ukończony w porcie macierzystym w Glasgow w cenie 16 £ za 1 BRT.
W 1870 w dziewiczej podróży do Adelaide w Australii, przez San Francisco powrócił do Anglii w czasie 12 miesięcy i 15 dni.
W 1871 z ładunkiem materiałów wybuchowych, drobnicą i 17 pasażerami na pokładzie wyruszył w podróż do Port Chalmers w Nowej Zelandii. 22 lipca 1871 wszedł na redę Portu Chalmers, ale z powodu sztormu, parowy holownik „Geelong” wholował „Otago” na kotwicowisko kwarantannowe po 3 dobach. Lokalna gazeta Otago Daily Times odnotował zawinięcie „ładnego barku w typie klipra” po 88-dniowej podróży, w czasie której „Otago” uzyskał maksymalny dobowy przebieg 306 Mm (średnią dobową prędkość 12,75 w.).
W 1872 sprzedany Gierson & Co. w Adelajdzie.
W 1885 sprzedany kpt. Johnowi Snaddenowi, który sam prowadził „Otago”. Kpt. Snadden zmarł w czasie rejsu 4 grudnia 1887 i został pochowany w morzu, w Zatoce Syjamskiej - dziś Tajlandzkiej, po którym kapitanem „Otago” został Józef Conrad-Korzeniowski.
W 1890 właścicielami „Otago” byli: J.L. Simpson & Snadden następnie H. Simpson & Son.
W 1898 zakupiony przez A. E. Howard w Sydney; w 1902 nabyty przez C. J.F. Gerber w Sydney.
W 1903 sprzedany Huddard Parker Ltd. i użytkowany jako hulk – magazyn węgla.
W czerwcu 1905 przyholowany do Hobart, aby zastąpić skorodowany hulk „Fredrica”.
W styczniu 1931 sprzedany przedsiębiorcy zajmującemu się złomowaniem statków kpt. Henry'emu Dodge'owi w Hobart, następnie przeholowany ok. 7 mil (ok. 10 km) w górę rzeki Derbent. „Otago” spoczął na wschodnim brzegu fiordu - rzeki Derbent w miejscowości Old Beach, Risdon w miejscu nazwanym Otago Bay, gdzie pozostałości kadłuba widoczne są do dziś. Złomowany (rozbierany dwukrotnie) w 1937 i 1957.
Obecnie resztki kadłuba „Otago” pozostają widoczne w Otago Bay, która leży na terenie podmiejskiej dzielnicy Hobart – Otago w pobliżu skrzyżowania ulic: Otago Bay Road i Joseph Conrad Drive (Conrad Dr.), (przybliżony adres: 34 Otago Bay Rd., Otago TAS 7017, Australia – współrzędne geograficzne 42°48′35,53″S 147°17′58,80″E/-42,809869 147,299667) – zob. zdjęcia linki zewnętrzne.

## Józef Conrad Korzeniowski jako kapitan „Otago”
Po nagłej śmierci kpt. Snaddena w morzu, propozycję objęcia stanowiska kapitana „Otago” otrzymał Józef Conrad Korzeniowski, wówczas I oficer na SS „Vidar”.
Od 24 stycznia 1888 do 26 marca 1889 pisarz, jako najsłynniejszy kapitan „Otago”, prowadził statek na trasie m.in.: Bangkok – Sydney – Saint Maurice na Mauritiusie – Cieśnina Torresa – Port Louis na Saint-Maurice – Melbourne – Adelaide. Pierwszy odcinek podróży z Bangkoku do Singapuru ok. 800 mil (1500 km) trwał 3 tygodnie z powodu ciszy morskiej. Cała załoga z wyjątkiem kapitana i kucharza okrętowego chorowała na febrę. Dramatyzm potęgował brak lekarstwa przeciw febrze – chininy; dostawca popełnił oszustwo w dostawie leku. Literackim opisem przeżyć z rejsu barkiem „Otago” jest powieść „Smuga cienia”. Pewne doświadczenia z rejsu „Otago” zawarł pisarz w „Zwierciadle morza”. Rysunek „Otago” (linki zewnętrzne) sporządzony według wskazówek pisarza, znajdował się na okładce I wydania ang. oryginału „Zwierciadła morza” (ang. „The Mirror of the Sea”, 1906).

## Zabytki z wraku „Otago”
Pozostałości wraku „Otago” wskazali przedstawiciele australijskiej Polonii załogom polskich statków docierających do Hobart w latach 60. XX w. Pamiątki z „Otago” w polskich zbiorach są darem kpt. ż. w. Antoniego Strzelbickiego i rodziny kpt. ż. w. Czesława Adamowicza. Zabytki po „Otago” znajdują się w zbiorach muzeów morskich w Wielkiej Brytanii i w USA - w San Francisco m.in. koło sterowe z „Otago” jest eksponowane w Honourable Company of Master Mariners (pl. Honorowe Stowarzyszenie Kapitanów Żeglugi Wielkiej) na pokładzie okrętu-muzeum HQS WELLINGTON na Tamizie koło Londynu, fragment rufy w muzeum morskim w San Francisco, drewniana konstrukcja zejściówki do kubryku w muzeum morskim w Hobart. Dzwon okrętowy „Otago” jest eksponowany w sali Normana Morrisona w Geelong College w Melbourne.

## Varia
- W sali tradycji Akademii Morskiej w Gdyni znajduje się deska[19] z barku „Otago” Josepha Conrada.
- Z okazji „Roku Conradowskiego” 20 grudnia 2007 NBP wprowadził do obiegu 3 monety: złotą o nominale 200 zł, srebrną o nominale 10 zł i 2 zł ze stopu „Nordic gold" z podobizną Josepha Conrada i wizerunkiem barku „Otago”[20][21].
- w 2007 Poczta Polska wydała znaczek z okazji 150. rocznicy urodzin pisarza z jego portretem na tle wizerunku barku „Otago” - zob. linki zewnętrzne.
- Fundacja Rozwoju Polskiej Myśli Technicznej i Mechaniki Precyzyjnej, produkująca zegarki pod marką G.GERLACH wypuściła serię zegarków pod nazwą „Otago”[22], wizerunek tego statku zdobi ich dekiel.
- Nazwa „Otago” jest popularna, obecnie (2008) nosi ją 5 statków i jachtów[23] różnych bander oraz nosiły okręty Marynarki Wojennej Nowej Zelandii (HMNZS Otago)